# Koncentration
Se även koncentration (psykologi) samt koncentrering. För sällskapsspelet, se Koncentration (dominospel).

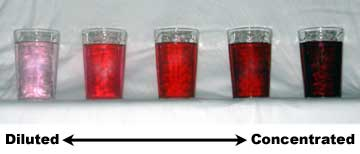
Ett exempel på koncentrationen av ett färgämne, med mest utspädd till vänster och mest koncentrerad till höger.

Koncentration  anger hur stor mängd av ett ämne  som finns per enhetsvolym i en blandning.
Mängden av ämnet är något av följande storheter: massa (vikt), ämnesmängd (antal mol), volym eller antal partiklar. 
Vanligen rör det sig om en flytande lösning, eller vätska, men det är även möjligt att tala om koncentration för andra aggregationstillstånd. Koncentrationen är mängden av det ingående ämnet ifråga, dividerad med blandningens totala volym.
Koncentration är en egenskap som finns överallt i blandningen. Om blandningen är väl blandad så är koncentrationen lika hög överallt i blandningen.  Det innebär bland annat att om man tar ut en representativ delmängd av blandningen så har delmängden alltid samma koncentration (sammansättning) som hela blandningen. Koncentration är en intensivstorhet till skillnad från extensiv storhet som är beroende av storleken eller utsträckningen.

## Kvalitativ beskrivning av koncentration
Koncentration beskrivs ofta för lösningar i icke-teknisk litteratur som utspädd för svaga lösningar och koncentrerad för starka lösningar med högre koncentration. En lösning koncentreras om den kan lösa mer av det lösta ämnet (ämnena), alternativt att mängden lösningsmedel minskas. Lösningsmedelsminskning sker om lösningsmedlet kan avdunsta alternativt kan frysas ut vid temperatursänkning. Koncentreringen sker dock högst till dess lösningen blir mättad. 

## Kvantitativa mått på koncentration
De fyra olika sätten att ange koncentration är som följer:
Masskoncentration {\displaystyle \rho _{i}} för ämnet i är definierad som ämnets massa {\displaystyle m_{i}} dividerad med blandningens volym {\displaystyle V}:
{\displaystyle \rho _{i}={\frac {m_{i}}{V}}}
Masskoncentration anges i enheter såsom g/dm³, kg/m³ med flera.
Molaritet är inom kemin det enskilt vanligaste sättet att kvantifiera en lösnings koncentration.  Molaritet (c), är den substansmängd (n) av ett ämne som finns per volymenhet lösning (V). Molaritet beräknas därmed med formeln: 
{\displaystyle c={\frac {n}{V}}}
Molaritet anges med mol per liter, eller mol/dm³. Enhetsbeteckningen molar bör undvikas eftersom den kan förväxlas med molar i annan betydelse. Enhetsbeteckningen M skall inte förväxlas med storhetsbeteckningen med samma bokstav för storheten molmassa. Om molariteten av ett ämne X är c kan det anges som [X] = c.
För att ange koncentration som kan spänna över flera dekader anges den ibland med sin negativa logaritm betecknad med operatortecknet p såsom i uttrycket pH= -log {H+}.
Volymkoncentration σi för ämnet i är definierad som kvoten mellan ämnets volym {\displaystyle V_{i}} dividerad med blandningens volym {\displaystyle V}:
{\displaystyle \sigma _{i}={\frac {V_{i}}{V}}}
Här ska ämnets volym {\displaystyle V_{i}} räknas innan blandningen sker medan totalvolymen {\displaystyle V} räknas efter att blandningen har skett. Det är inte alltid givet att totalvolymen är summan av de ingående komponenternas volym. Eftersom volymkoncentration är en volym delat med totalvolymen är resultatet dimensionslöst och kan då anges i procent. Detta är vanligt när samtliga ämnen i blandningen är gaser.
Systembolaget anger alkoholhalten i alkoholhaltiga drycker i form av volymprocent.
Partikelkoncentration avser ett visst partikelslag per enhetsvolym. När man vill beräkna koncentrationen av ett visst partikelslag, exempelvis koncentrationen natrium i en natriumkloridlösning används oftast hakparenteser runt partikelslaget som avses.

## Koncentration och aktivitet
För ideala lösningar kan jämviktsberäkningar ske med de ingående ämnenas koncentrationer. För verkliga lösningar används i stället ämnenas aktivitet. Under vissa omständigheter kan aktiviteten {\displaystyle a} beräknas ur koncentrationen {\displaystyle c} enligt: 
{\displaystyle a=fc} 
där {\displaystyle f} är aktivitetsfaktorn. För starkt utspädda lösningar närmar sig aktivitetsfaktorn värdet 1. 
Koncentrationen av ett kemiskt ämne ska inte blandas ihop med dess aktivitet. Det är ämnenas aktivitet och inte deras koncentrationer som styr den termodynamiska jämvikten i en kemisk reaktion.
Koncentrationen (molariteten) av ämnet X brukar betecknas [X] och aktiviteten brukar betecknas {X}.

## Andra sätt att ange en blandnings sammansättning
Utöver koncentration finns det andra sätt att ange en blandnings sammansättning eller ämneshalt. Dessa andra sätt ska inte kallas koncentration. Det händer dock att begreppen inte hålls isär.
Haltangivelse kallas ibland felaktigt för koncentration när den anges i molalitet (substansmängd per massa av lösningsmedlet), mol/massa, masshalt eller massprocent. Jämför volymprocent och viktprocent för alkoholdrycker. Mellan år 1923 och år 1992 angavs alkoholhalt för öl i form av viktprocent i svensk lagtext. 
Fördelen att ange halt som koncentration är att det i vissa fall är enklare att mäta volymen än att väga blandningen. Summan av volymerna hos beståndsdelarna blir inte alltid densamma som blandningens volym, medan massan inte förändras. Vågar med hög precision är dock vanligare än motsvarande volymmätare.
Molalitet är inom kemin ett sätt att kvantifiera en lösnings halt. Molalitet ({\displaystyle b_{i}}) är den substansmängd ({\displaystyle n_{i}}) av ett ämne som finns per massenhet av lösningsmedlet ({\displaystyle m_{j}}). Molalitet beräknas med formeln: 
{\displaystyle b_{i}={\frac {n_{i}}{m_{j}}}}
Molaliteten ändras inte med ändrad temperatur.
Molbråk med beteckningen xi är andelen substansmängd av ett ämne ni i en blandning dividerad med summan av alla ingående ämnens substansmängder: 
{\displaystyle x_{i}={\frac {n_{i}}{n_{\mathrm {tot} }}}}
Molkvot med beteckningen ri är förhållandet mellan substansmängden av ett ämne ni i en blandning och alla andra ingående ämnens substansmängder:
{\displaystyle r_{i}={\frac {n_{i}}{n_{\mathrm {tot} }-n_{i}}}}
Är substansmängden ni liten närmar sig molkvotens värde molbråkets värde.
Massbråk och masskvot är analoga med molbråk respektive molkvot när substansmängderna (i mol) byts ut mot ingående ämnens massa (vikt). Massbråket är dimensionslöst och brukar ibland anges i procent.
Uttrycken ppm, ppb och ppt betyder parts per million, parts per billion och parts per trillion, det vill säga delar per miljon (106) respektive miljard (109) och biljon (1012). Beteckningen ppt har även använts för parts per thousand (tusendelar). Beteckningarna är korta och behändiga men säger inget om vad slags delar det är. Det måste deklareras separat för att inte missförstånd ska uppstå. I vattenlösningar avses vanligtvis viktdelar men för gasblandningar har volymdelar ofta en fördel. Gashalt i form av volymdelar ändras inte med temperatur och tryck för ideala gaser. Atmosfärens luft närmar sig en ideal gas.
Ett prov om en liter vatten väger praktiskt taget 1 kg och ett analyssvar kan rapporteras som koncentration (per volym) eller som masshalt, ppm med flera enheter. Men havsvatten, serum eller mjölk har annan densitet än rent vatten så för noggranna bestämningar måste hänsyn tas till detta. 
Karat är ett mått på masshalten ädelmetall i ädelmetallegeringar och anges i antal tjugofjärdedelar. Rött guld på 18 karat har masshalten 75%. Om resten, 25%, bara är koppar finns det en gnutta fler kopparatomer än guldatomer. Räknat som molbråk blir det cirka 0,492 för guld och 0,508 för koppar. 
Karat ska inte förväxlas med viktenheten carat som används för smyckestenar och är 0,2 g. 

## Temperaturberoende
En blandnings koncentration {\displaystyle \sigma } ändras med ändrad temperatur huvudsakligen på grund av termisk expansion eller kontraktion av blandningen. För en gasblandning som kan betraktas som ideal, gäller temperaturberoendet vid konstant tryck: 
{\displaystyle \sigma _{2}=\sigma _{1}\cdot T_{1}/T_{2}}
Temperaturen {\displaystyle T} avser absolut temperatur i kelvin.
Viss koncentrationsändring kan även bero på att det sker temperaturberoende kemiska  reaktioner vid temperaturändring.
Ett exempel är att vattnets dissociation till [H+] och [OH-] ökar med ökad temperatur. Vid 100 °C är pH 6,14 för rent vatten. Observera att detta vatten är neutralt, inte surt.
Är halten angiven som massai/massatot (eller på liknande sätt per massa) ändras inte haltvärdet med temperaturen.

## Exempel
Här nedanför följer några exempel på stökiometriska uträkningar med begreppet koncentration: 
Vi har 0,025 mol natriumklorid löst i 0,250 liter (dm3) vatten. Med informationen vi har kan man med hjälp av sambandet {\displaystyle c={\frac {n}{V}}} beräkna saltets koncentration (molaritet). Svaret blir 0,100 M.
{\displaystyle n_{NaCl}=0,025{\mbox{ mol}}}
{\displaystyle V_{NaCl}=0,250{\mbox{ dm}}^{3}}
{\displaystyle c_{NaCl}={\frac {n_{NaCl}}{V_{NaCl}}}={\frac {0,025{\mbox{ mol}}}{0,250{\mbox{ dm}}^{3}}}=0,100{\mbox{ M}}}
Man kan omvänt räkna ut substansmängden om man känner till koncentrationen och volymen. Med den informationen kan man med hjälp av sambandet ovan beräkna substansmängden (n) i mol. Svaret blir 0,025 mol.
{\displaystyle c_{NaCl}=0,100{\mbox{ M}}}
{\displaystyle V_{NaCl}=0,250{\mbox{ dm}}^{3}}
{\displaystyle n_{NaCl}=c_{NaCl}\times V_{NaCl}=0,100{\mbox{ M}}\times 0,250{\mbox{ dm}}^{3}=0,025{\mbox{ mol}}}

### Koncentration av visst partikelslag
I exemplet nedan är koncentrationen av natrium den samma som natriumklorid då en formelenhet av NaCl ger en Na+-jon och en Cl--jon.
{\displaystyle \left[Na^{+}\right]=c_{NaCl}=0,100{\mbox{ M}}}
{\displaystyle \left[Cl^{-}\right]=c_{NaCl}=0,100{\mbox{ M}}}
I salter med olika proportioner mellan atomslagen, blir beräkningen av koncentrationerna något annorlunda. Här nedan syns ett exempel gällande saltet bariumklorid. Förklaringen varför man får dubbelt så hög koncentration av kloridjoner är för att en formelenhet BaCl2 ger en Ba2+-jon och två Cl--joner.
{\displaystyle c_{BaCl_{2}}=0,900{\mbox{ M}}}
{\displaystyle \left[Ba^{2+}\right]=c_{BaCl_{2}}=0,900{\mbox{ M}}}
{\displaystyle \left[Cl^{-}\right]=2\times c_{BaCl_{2}}=1,800{\mbox{ M}}}
En praktisk aspekt är att bariumklorid är hygroskopiskt (tar upp vatten från atmosfären). För beredning av en bariumkloridlösning det är lämpligare att utgå från bariumkloridihydrat, BaCl2·2(H2.O). Man behöver därför väga upp 17,3 % mer (244,24/208,27) än den mängd som beräknats som BaCl2.

### Exempel på kontraktion när två vätskor blandas
Om man  blandar 15 gram alkohol med 85 gram vatten så får man en blandning där halten alkohol är exakt 15% (viktprocent). I exemplet jämförs alkoholens vikt med blandningens vikt. Skall i stället koncentrationen anges, måste man ta hänsyn till att blandningens volym kan avvika från summan av utgångsvolymerna. När alkohol (underförstått etanol) blandas med vatten sker en kontraktion. Femton gram etanol av temperaturen 20 °C har volymen 19,0 ml och vattnet har 85,15 ml. När de blandas blir volymen 102,5 ml (inte 104,2 ml). Alkoholkoncentrationen blir 18,53 % (vol/vol).

## Sätt att mäta koncentration och halt, några exempel
Absorbans. Tiologaritmen för kvoten mellan inkommande ljus och utgående ljus är direkt proportionell mot koncentration och längd i absorberande medium. Absorbansmätning kan tillämpas på färgade blandningar och görs vanligtvis för ett valt våglängdsområde.
Vridning av planpolariserat ljus. I en polarimeter mäts optisk rotation hos lösningar av kirala (bland annat stereoisomerer) substanser. Vridningen är direkt proportionell mot koncentration och strållängd i mediet. Polarimeter används bland annat för bestämning av sockerarters koncentration i sirap.
Brytningsindex. Med en refraktometer kan en vätskeblandnings brytningsindex bestämmas. Instrumentet kan vara graderat i brytningsindex eller med skala specifikt för ändamålet (alkoholkoncentration men också sockerhalt, salthalt, vattenhalt, glykolhalt). Det finns refraktometrar med automatisk temperaturkorrektion eftersom brytningsindex i vätskor är temperaturberoende.
Densitet kan relateras till koncentration och kan bestämmas för vätska på flera olika sätt, exempelvis med hydrometer (även kallad areometer). Vätskors densitet är temperaturberoende men även beroende av vilka de lösta ämnena är och deras koncentration. Med en våg och termostaterad pyknometer kan densiteten bestämmas noggrant och därmed även ett ämnes koncentration (alternativt redovisad resultatet som halt).
En vattenlösnings Elektriska konduktivitet  ökar ju högre jonkoncentrationen av salt, syra eller bas är. Ökningen är inte linjär men ämnesspecifik.
Fryspunktssänkning och  kokpunktshöjning är direkt proportionell mot molaliteten och kan därför användas för att bestämma ett ämnes molmassa.